# Baron Noir

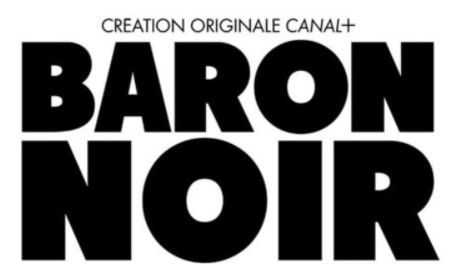
Logotipo original da série

Baron noir é uma série de televisão francesa criada por Eric Benzekri e Jean-Baptiste Delafon. A série estreou no Canal+ em 8 de fevereiro de 2016.

## Elenco

### Principal
- Kad Merad ... Philippe Rickwaert
- Niels Arestrup ... Francis Laugier
- Anna Mouglalis ... Amélie Dorendeu
- Hugo Becker ... Cyril Balsan
- Astrid Whettnall ... Véronique Bosso

### Recorrente
- Laurent Spielvogel ... Armand Chambolle
- Jade Phan-Gia ... Françoise Levasseur
- Lubna Gourion ... Salomé Rickwaert
- Scali Delpeyrat ... Martin Borde
- Philippe Résimont ... Daniel Kalhenberg
- Eric Caruso ... Laurent Mirmont
- Erika Sainte ... Fanny Alvergne
- Maryne Bertieaux ... Alison

### Convidados
Temporada 1
- Michel Voïta ... Jean-Marc Auzanet
- Jean-Pierre Martins ... Bruno Rickwaert
- Michel Muller ... Gérard Balleroy
- Mahdi Belemlih ... Medhi Fateni
- Patrick Rocca ... Alain Chistera
- Alban Aumard ... Sylvain Buisine
- Yannick Morzelle ... Bruce Rickwaert
- Rémy Stiel ... Jordan Rickwaert
- Marie Lanchas ... Elodie Jacquemot
- Alain Pointier ... Jean-Pierre Barthélémy
- Stéphane Ropa ... Boris Valentin
- Phénix Brossard ... Sébastien
- Damien Jouillerot ... Toph
- Alain Pronnier ... Eddy
- Jean-Erns Marie-Louise ... Ménadier
- Brigitte Froment ... Maryse
- Léon Plazol ... Théo
- Sébastien Beuret ... Arthur

## Recepção
A série de TV foi muito bem recebida pelos críticos franceses. Le Monde, L'Obs, Les Inrockuptibles, Metro International, Paris Match e Télérama deram a primeira temporada 4 de 5 estrelas. L'Express e Libération deram 3,5 de 5 estrelas.

## Prêmios
| Ano  | Prêmios                        | Categoria                  | Destinatário(s)                                           | Resultado |
| ---- | ------------------------------ | -------------------------- | --------------------------------------------------------- | --------- |
| 2016 | ACS Award                      | Melhor Série de TV         | Canal+                                                    | Indicado  |
| 2016 | ACS Award                      | Melhor Roteiro             | Eric Benzekri & Jean-Baptiste Delafon                     | Indicado  |
| 2016 | ACS Award                      | Melhor Diretor             | Ziad Doueiri                                              | Indicado  |
| 2016 | ACS Award                      | Melhor Ator                | Niels Arestrup                                            | Indicado  |
| 2016 | ACS Award                      | Melhor Ator                | Kad Merad                                                 | Venceu    |
| 2016 | ACS Award                      | Melhor Atriz               | Anna Mouglalis                                            | Indicado  |
| 2016 | ACS Award                      | Melhor Produção            | Kwaï                                                      | Indicado  |
| 2017 | Globes de Cristal Award        | Melhor Série de TV         | Eric Benzekri & Jean-Baptiste Delafon                     | Indicado  |
| 2017 | Trophées du Film Français      | Melhor Roteirista-Produtor | Thomas Bourguignon, Eric Benzekri & Jean-Baptiste Delafon | Venceu    |
| 2017 | 45th International Emmy Awards | Melhor Série Dramática     | Canal+                                                    | Pendente  |
| 2017 | 45th International Emmy Awards | Melhor Ator                | Kad Merad                                                 | Pendente  |